# نادي يونيفرستي ماونت ولينغتون
نادي يونيفرستي ماونت ولينغتون هو اتحاد كرة قدم في أوكلاند ، نيوزيلندا . تم تشكيله من اندماج AFC و Mount Wellington AFC. يلعب الفريق في بيل ماكينلاي بارك ، بانمور ، أوكلاند .

## تاريخ النادي
خلال معظم السبعينيات والثمانينيات ، كان نادي يونيفرستي ماونت ولينغتون فريقًا قويًا ، لا ينافسه سوى فريق كرايستشيرش يونايتد .  فاز الفريق بكأس تشاتام في خمس مناسبات أعوام 1973 و1980 و1982 و1983 و1990 .
فاز نادي يونيفرستي ماونت ولينغتون بالكأس مرتين أخريين ، في عامي 2001 و2003 ، مما جعل النادي الفائز الوحيد سبع مرات في بطولة خروج المغلوب الرئيسية في البلاد. كما فازوا بالدوري الوطني للبلاد في أعوام 1972 و 1974 و 1980 و 1982 و 1986 .

## يومنا هذا
في السنوات الأخيرة ، كان الفريق الأول بالنادي يديره بشكل أساسي بوهيميان سلتيك إف سي ، الذي كان سابقًا في اتحاد أوكلاند صنداي لكرة القدم ، وحصل على لقب الدوري الممتاز خمس مرات.

## ملعب النادي
بيل ماكينلاي بارك هو الملعب الرئيسي للنادي ولديه ملعب اصطناعي يمكنه جدولة ما يصل إلى خمس مباريات في يوم واحد. 

## اللاعبين
لعب العديد من أفضل اللاعبين في نيوزيلندا لجامعة ماونت ويلينجتون أو الفرق التي سبقتها ومنها نادي يونيفرستي ماونت ولينغتون، بما في ذلك العديد من أعضاء نيوزيلندا في أول تصفيات كأس العالم ، 1982 أوول وايتس . ومن بين هؤلاء اللاعبين
- ريكي هربرت
- بريان تورنر
- توني سيبلي
- ديف تايلور
- دارين ماكلينان
- بيتر هنري
- جيف كامبل
- رودجر جراي
- جون هوتون
- لي كينيون
- مايكل ريدنتون
- فريد دي يونج .

## روابط خارجية
- صفحة اتحاد كرة القدم في أوكلاند UMWAFC
- الموقع الرسمي